# Phytocoris adenostomae
Phytocoris adenostomae är en insektsart som beskrevs av Stonedahl 1985. Phytocoris adenostomae ingår i släktet Phytocoris och familjen ängsskinnbaggar. Inga underarter finns listade i Catalogue of Life.